# Joaquim Antônio de Moraes Sarmento
Joaquim Antônio de Moraes Sarmento (Ceará, 17 de maio de 1882 - Paraná, 21 de abril de 1934) foi militar do Exército Brasileiro e da Polícia Militar, e que em 1968 foi instituído como Patrono da Polícia Militar do Paraná.

## Biografia
Nasceu no Estado de Ceará e incorporou no Exército Nacional, antiga denominação do Exército Brasileiro; atingindo a graduação de primeiro sargento. E em 29 de julho de 1907 ingressou na 1ª Companhia do 1º Batalhão de Infantaria do Regimento de Segurança (PMPR), com a mesma graduação militar do Exército.

### Promoções

#### 1908-Alferes
Em 1908 passou a ser comissionado como alferes; tornando-se efetivo a partir de 6 de novembro de 1909.
Assumiu como instrutor de tiro do regimento, período no qual a corporação conquistou o primeiro lugar no
Campeonato de Tiro da 2ª Circunscrição Militar, atual 5ª Região Militar.

#### 1913-Tenente
Em 6 de outubro de 1913 foi promovido a tenente, por Ato de Bravura na batalha do Irani (Guerra do Contestado).
Batalha do Irani
Com o adentramento de um movimento messiânico na área de litígio entre os Estados de Santa Catarina e Paraná, o Regimento de Segurança foi enviado à região, com o intuito de evitar uma intervenção do Governo Federal.
Acabaram ocorrendo graves divergências quanto ao emprego do efetivo, pois o Chefe de Polícia, cargo político que atualmente corresponde a um Secretário de Segurança, desejava distribuir o efetivo pelas localidades circunvizinhas; assumindo uma posição defensiva. Entretanto, o Coronel João Gualberto, comandante do Regimento de Segurança, desejava avançar de imediato sobre os revoltosos, para prender seus líderes e dispersar seus seguidores. A tropa acabou sendo dividida, e apenas foi liberado um pequeno efetivo para o Coronel João Gualberto atingir seus desígnios.
Na localidade de Irani esse destacamento se defrontou com um elevado número de revoltosos, armados e dispostos à luta; ocorrendo um elevado número de mortes e feridos.
O Tenente Sarmento compunha esse destacamento e foi ferido gravemente; tendo perdido o olho direito por golpe de arma branca. Tombou no local e foi dado por morto, e somente resgatado posteriormente.
O Tenente Sarmento exerceu ainda, nesse período, as funções de Tesoureiro do Conselho Econômico e Inspetor da Banda de Música.

#### 1921-Capitão
Em 3 de janeiro foi promovido a capitão, por merecimento.
Revolta de 1924
A Revolta de 1924 se iniciou em 5 de julho, segundo aniversário da Revolta dos 18 do Forte de Copacabana (primeira revolta tenentista), na cidade de São Paulo; e a seguir se estendeu ao interior do Estado.
O Capitão Sarmento foi nomeado comandante do 1° Batalhão de Infantaria, e a Unidade posta à disposição da 5ª Região Militar. A seguir foi transportado por trem para o Estado de São Paulo, onde participou dos confrontos na cidade de Itu (27 de julho), Botucatu (1 de agosto), e Ourinhos (12 de agosto).
Posteriormente, no mês de setembro, os amotinados da cidade de São Paulo retiraram-se para o oeste do Paraná, procurando se unirem aos do Estado do Rio Grande do Sul. O 1° Batalhão retornou ao Paraná (14 de setembro) até a cidade de Irati, onde foi reequipado; partindo então em direção oeste. Atuando ativamente nos combates da Serra dos Medeiros (novembro de 1924) e Catanduvas (janeiro de 1925), dentre outros.
Em fevereiro de 1925 o 1° Batalhão foi substituído pelo 2° Batalhão de Infantaria.

#### 1925-Major
Em 5 de março foi promovido a major, por bravura nos combates ocorridos durante a Revolta de 1924.

#### 1925-Tenente-coronel
Foi promovido a tenente-coronel, pelos relevantes serviços prestados em defesa da Lei e da Ordem.

#### 1926-Coronel
Em 18 de dezembro de 1926 foi reformado (aposentadoria militar) e promovido a coronel.
Após a aposentadoria assumiu a função de Inspetor Geral da Guarda Civil do Paraná. Tendo sido também, Comissário de Polícia em São José da Boa Vista e Volta do Timbé, e Delegado de Polícia na cidade de Ponta Grossa.

## Condecoração
Medalha de Mérito - 1915 - Guerra do Contestado.

## Fonte
- Ata da Comissão da Polícia Militar do Paraná para instituir o Patrono da Corporação. Boletim do Comando Geral da PMPR n° 275, de 11 de dezembro de 1967.
- Episódios da História da PMPR - Volume V; do Capitão João Alves da Rosa Filho; Edição da Associação da Vila Militar; 2001.